# Мур, Адольф Уорбертон
Адо́льф Уо́рбертон Мур (англ. Adolphus Warburton Moore; 12 июля 1841 года — 2 февраля 1887 года) — английский альпинист и государственный служащий, автор первых восхождений на ряд вершин в Альпах, включая Барр-дез-Экрен, Обер-Габельхорн, Грос-Фишерхорн и другие, а также второго восхождения на Восточную вершину высочайшей точки Европы Эльбрус и первого восхождения на Казбек на Кавказе. В честь Мура названы вершина Пиц Мур и перевал Мур на южном склоне Монблана.

## Биография
Адольф Уорбертон Мур родился 12 июля 1841 года в семье Джон Артура Мура и Софии Стюарт Йетс. На протяжении 12 лет, с 1860 по 1872 год, Мур активно занимался альпинизмом, но после 1872 года практически прекратил походы в горы, больше посвящая время карьере государственного служащего. С 1865 года он занимал различные посты в британском Альпийском клубе, дослужившись до секретаря. Одновременно он нёс службу в Британской Ост-Индской компании, куда попал в 17-летнем возрасте. В течение 27 лет он занимал различные посты, включая пост помощника секретаря в 1875 году и и. о. помощника секретаря в 1876—1878 годах. В 1885 году Мур ушёл в отставку. 2 февраля 1886 года Мур был награждён орденом Бани степени компаньона как помощник политического секретаря индийского министерства. В 1887 году ему предложили стать личным секретарём английского политического деятеля Рэндольфа Черчилля. Мур согласился, но попросил двухмесячный перерыв. Приступить к обязанностям секретаря он так и не успел, скончавшись 2 февраля 1887 года в возрасте 45 лет в Монте-Карло.
В честь Мура названы вершина Пиц Мур и перевал Мур на южном склоне Монблана. После его смерти, с разрешения родственников, в 1902 были опубликованы дневники Мура, которые затем были переизданы в 1939 году.

## Альпинистская карьера
Альпинистская карьера Адольфа Мура началась в 1860 году, когда ему было 19 лет. Тогда, под руководством Херефорда Брука Джорджа, английского альпиниста и редактора первых трёх выпусков Альпийского журнала, он отправился в Альпы. В 1860 и 1861 годах они совершали несложные походы по ледникам и перевалам, а также сделали несколько простых восхождений. Эти два года помогли Муру накопить необходимый опыт для более серьёзных мероприятий, предпринятых им в последующие годы.
23 июля 1862 года Мур, Брук и гиды Кристиан Альмер и Ульрих Кауфман совершили первое восхождение на вершину Грос-Фишерхорн высотой 4049 метра. Для Мура это стало первым серьёзным восхождением. Тогда же и началось сотрудничество Мура и Альмера, который был известным гидом на тот момент, имея в своём послужном списке ряд заметных восхождений, включая первое восхождение на Эйгер. В этом же году в составе группы Лесли Стивена они совершили первые прохождения перевалов Юнгфрауйох и Сезияйох.
В 1863 году Мур и Альмер совершили ряд восхождений на известные вершины, включая Дом, Лискамм (третье восхождение), Дом-дю-Гуте, Эгюй-дю-Гутэ, а также, во время визита в Курмайёр, вместе с другими альпинистами и гидами, изучил маршрут Бренва на южной стороне Монблана. Вывод был неутешительным — крутизна склонов, сложность прохода по леднику Бренва и высокая опасность схода лавин делали восхождение маловероятным.

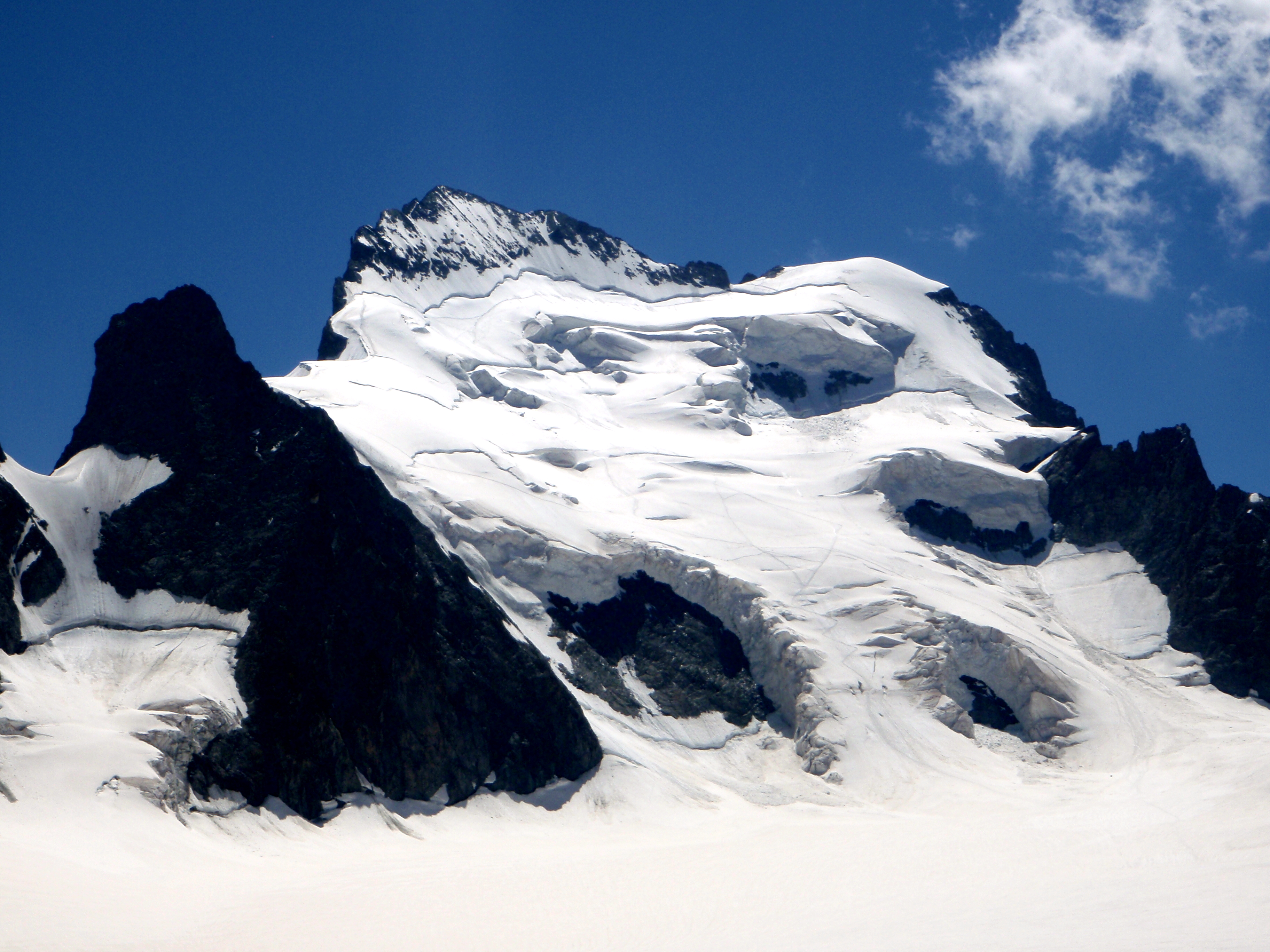
Северная стена вершины Барр-дез-Экрен

В июне 1864 года Адольф Мур вместе со своим другом, английским альпинистом Хорасом Уокером, и Кристианом Альмером совершили восхождение на высочайшую точку массива Дез-Экрен в Альпах Дофине вершину Барр-дез-Экрен высотой 4102 метра. В восхождении их сопровождал другой известный альпинист Эдуард Уимпер и его гид Мишель Кро. Восхождение стартовало 20 июня 1864 года в Сен-Мишель-де-Морьене. 23 июня они совершили восхождение на вершину Бреш-де-ля-Меиж (фр. Brèche de la Meije, 3357 метров), откуда они спустились на её южный склон. 24 июня они вышли к верховьям ледника Де-ля-Бонн-Пьер. Ранним утром 25 июня Мур, Уокер, Уимпер, Альмер и Кро вышли на штурм Дез-Экрена. Поднявшись по кулуару на северном склоне вершины на восточный гребень, они затем по нему вышли к вершине. Спуск был осуществлён по западному гребню с последующим переходом на северную стену.

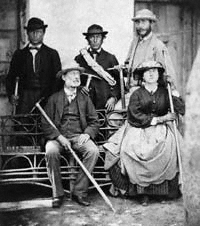
Люси Уокер и её отец, Фрэнк Уокер (на переднем плане слева направо) и неизвестный альпинист, Мельхиор Андерегг и Адольф Мур (на заднем плане слева направо)

В начале июля Мур и Альмер присоединились к Фрэнку, Люси и Хорасу Уокерам и Якобу и Мельхиору Андереггам для совершения совместных восхождений. 12 июля они совершили второе восхождение на Римпфишхорн, 21 июля на Алечхорн, после чего они решили штурмовать Эйгер. Восхождение было совершено 25 июля в составе расширенной группы из пяти клиентов и шести гидов и стало четвёртым удачным восхождением на Эйгер и первым в истории женским восхождением. С конца 1864 года Мур стал работать с Якобом Андереггом, совершим с ним большинство своих восхождений и экспедиций в последующие годы вплоть до самой смерти Якоба в 1878 году.
В 1865 году Мур, Уокер и Якоб Андерегг совершили ещё ряд новых восхождений в Альпах. 21 июня 1865 года они совершили первый траверс высочайшей вершины Гларнских Альп горы Тёди высотой 3613 метров и стали первыми англичанами, поднявшимися на гору. 22 июня они совершили первый переход через перевал Камадра, а 23 июня — первопроход нового маршрута на вершину Райнвальдхорн (3402 метра) с ледника Брешиана. 28 июня они совершили первое восхождение на вершину Пиц-Розег (3937), после чего отправились в Милан и 4 июля прибыли в Церматт.
Отдохнув один день в Церматте, 6 июля 1865 года их тройка совершила первое восхождение на вершину Обер-Габельхорн высотой 4063 метра по восточной стене, на один день опередив группу другого британского альпиниста, Фрэнсиса Дугласа. Совместно с гидами Петером Таугвальдером и Йозефом Вианином, Дуглас несколько дней пытался зайти на вершину, и, в конечном итоге, 7 июля ему удалось зайти на Обер-Габельхорн по северо-западному гребню (что стало вторым восхождением на вершину и первым по этому маршруту). 8 июля Мур, Уокер и Якоб Андерегг совершили первый проход перевала Коль-де-Аролла и вышли к подножию горы Пинь-д’Аролла. На следующий день, 9 июля, они совершили первое восхождение на вершину Пинь-д’Аролла в Пеннинских Альпах высотой 3796 метров.

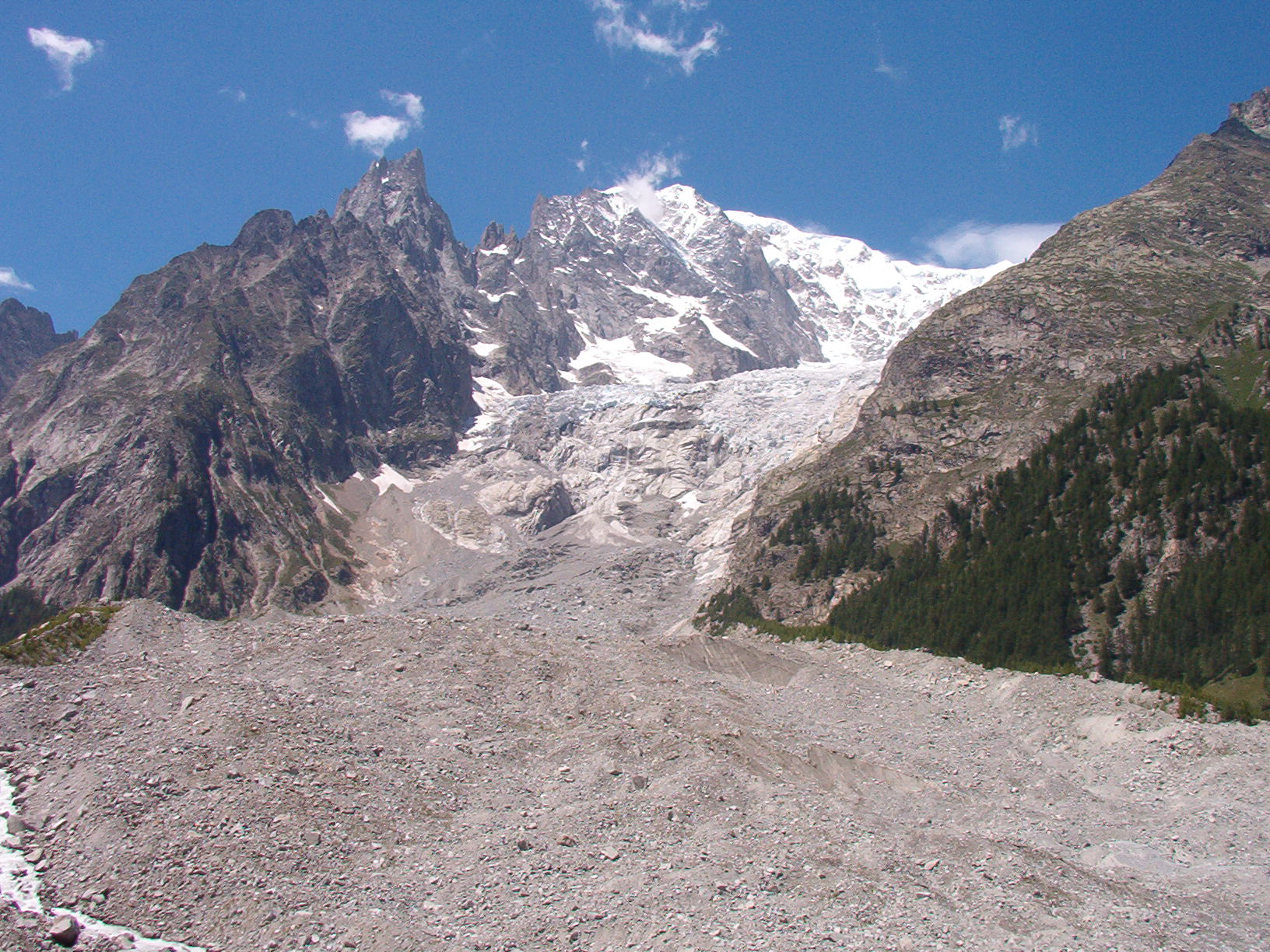
Ледник Бренва

После возвращения с Пинь-д’Аролла Мур, Уокер и Якоб Андерегг переместились в Курмайёр, где 13 июля к ним присоединились альпинисты Фрэнк Уокер (отец Хораса) и Джордж Спенсер Мэтьюз с горным гидом Мельхиором Андереггом. 14 июля они перешли к подножию Монблана на ледник Бренва, где установили лагерь на высоте 2800 метров. На следующий день, 15 июля, все шестеро совершили первое прохождение нового маршрута на Монблан (маршрут Бренва, в настоящее время имеет IV категорию сложности по классификации UIAA). После восхождения группа спустилась во Францию в Шамони.
В 1866—1867 годах Мур стал первым британским альпинистом, который провёл полный зимний сезон в Альпах. В последующие годы он продолжал исследовать Альпы как зимой, так и летом, совершая восхождения и прохождения перевалов (включая первый прямой проход из коммуны Гёшенен к приюту Гримзель и первое восхождение на северную вершину Эгюий-де-Тре-ля-Тете летом 1870 года, первое прохождение перевала Тифенматтенйох на юго-западе вершины Дан-д’Эран в июле 1871 года, прохождение новых маршрутов на вершины Штудерхорн и Грос-Нестхорн летом 1872 года).
Кроме Альп, Мур принял участие в двух экспедициях на Кавказ, который в то время был практически не исследован. В 1868 году он присоединился к экспедиции Дугласа Уильяма Фрешфильда, британского альпиниста. Летом 1868 года Фрешфильд, Мур, Чарльз Коминс Такер и бессменный гид Фрешфильда, француз Франсуа Девуассуд совершили первое восхождение на Казбек (5031 метр), после чего в конце июля отправились к подножию Эльбруса. 31 июля вся четвёрка в сопровождении троих местных гидов совершила восхождение на Восточную вершину Эльбруса (5621 метр). Это стало вторым восхождением на эту вершину и первым, которое совершили иностранцы. В 1872 году Мур принял участие в экспедиции английского альпиниста Флоренса Кроуфорда Гроува, в рамках которой 28 июля было совершено первое восхождение на Западную вершину Эльбруса (5642 метра), которая выше Восточной на 21 метр и является высочайшей вершиной современной Европы. Однако, сам Мур в восхождении участия не принимал ввиду плохого самочувствия.